# Bougainville Copper
Bougainville Copper Ltd — компанія в Папуа Новій Гвінеї, створена для розробки гігантського мідно-порфірового родовища поблизу містечка Пангуна на острові Бугенвіль.

## Характеристика родовища
Родовище приурочене до масиву роговообманкових кварцових діоритів пліоценової доби прорваних штоками кварцо-плагіоклазових порфіритів. Рудні прожилки (до 2,5 мм) виконані кварцом, халькопіритом і борнітом з підвищеним вмістом золота, піриту, магнетиту, гематиту та молібденіту. 
Середній вміст міді в руді становить 0,47 %, молібдену 0,007 %, золота 0,53 г/т, срібла 1,73 г/т.

## Діляьність компанії
Головним учасником Bougainville Copper Limited виступив гірничодобуваний гігант Rio Tinto. 
Копальня Пангуна почала видобуток руди в 1972 році та тривала до 1989-го, коли була припинена через повстанський рух на Бугенвілі. Станом на середину 2020-х розробку так і не вдалось відновити, хоча за Пангуна ще рахуються величезні ресурси у понад 1,5 млрд тонн руди. 
В 2016-му Rio Tinto передав 53,83% зі своєї частки автономному уряду Бугенвілю та уряду Папуа Нової Гвінеї, після чого частки останніх у Bougainville Copper Ltd стали дорівнювати по 36,4%.